# Communauté de communes du Canton de Saint-Malo-de-la-Lande
Die Communauté de communes du Canton de Saint-Malo-de-la-Lande ist ein ehemaliger französischer Gemeindeverband mit der Rechtsform einer Communauté de communes im Département Manche in der Region Normandie. Er wurde am 1. Januar 1993 gegründet und umfasste 12 Gemeinden. Der Verwaltungssitz lag im Ort Saint-Malo-de-la-Lande.

## Historische Entwicklung
Die Gemeinde Gouville-sur-Mer fusionierte zum 1. Januar 2016 mit der ehemaligen Gemeinde Boisroger zur Commune nouvelle Gouville-sur-Mer.
Mit Wirkung vom 1. Januar 2017 fusionierte der Gemeindeverband mit 
- Communauté du Bocage Coutançais sowie
- Communauté de communes du Canton de Montmartin-sur-Mer

und bildete so die Nachfolgeorganisation Communauté de communes Coutances Mer et Bocage.

## Ehemalige Mitgliedsgemeinden
1. Agon-Coutainville
2. Ancteville
3. Blainville-sur-Mer
4. Brainville
5. Gouville-sur-Mer (Commune nouvelle)
6. Gratot
7. Heugueville-sur-Sienne
8. Montsurvent
9. Saint-Malo-de-la-Lande
10. Servigny
11. Tourville-sur-Sienne
12. La Vendelée